# 万全右卫城
万全右卫城，位于中国河北省张家口市万全区万全镇，为一处明代卫城，为明宣府镇上西路之右卫城（路城所在地）。1993年7月15日，以万全卫城为名列入河北省文物保护单位；2006年，列入第六批全国重点文物保护单位。
明洪武二十六年（1393年），始筑土城；永乐二年（1404年），置右卫城；明宣德五年（1430年），于今宣化置万全都指挥使司，统辖京师西、北各卫所，右卫改名万全右卫。正统三年（1438年），外包以砖。清康熙三十二年（1693年），裁改宣府镇及所属厅卫，置宣化府，万全右卫及所辖五堡改为万全县，县治设于右卫城，称万全城。
万全卫城南北长880.4米，东西宽880.72米，周长3.6公里，占地面积0.78平方公里。卫城设2门，南为迎恩门，北为德胜门。城墙底宽3—4米，顶宽1—1.5米，高8—10米；外侧包砖，内侧为夯筑结构。
万全卫城保存较好，《野火春风斗古城》等影视作品曾在此取景。